# كالزاديلا
بلدية كالزاديلا (بالإسبانية: Calzadilla)‏، هي بلدية تقع في مقاطعة قصرش والتي تقع في منطقة إكستريمادورا، غرب إسبانيا.
يبلغ عدد سكانها 554 نسمة وفقاً لإحصائية سنة (2002).